# Metaleptobasis incisula
Metaleptobasis incisula là một loài chuồn chuồn kim trong họ Coenagrionidae.
Metaleptobasis incisula được De Marmels miêu tả khoa học năm 1989.